# Památný dub v Lukavici
V obci Lukavice nalézající se asi 7 km jižně od okresního města Chrudim roste v zahradě u domku čp. 23 památný dub letní (Quercus robur).
Památný strom dosahuje výšky 25 m, roste na nepatrné vyvýšenině a obvod kmene přesahuje 6 m.
Jeho stáří je podle některých pramenů až 770 let.
Strom je chráněn od roku 1990 pro svůj vzrůst a jako krajinná dominanta.
V obci Lukavice roste ještě jeden památný strom - Dub na Hrádku